# Bauhinia grazielae
Bauhinia grazielae är en ärtväxtart som beskrevs av Vaz. Bauhinia grazielae ingår i släktet Bauhinia och familjen ärtväxter. Inga underarter finns listade i Catalogue of Life.